# Карбонат магния-кальция
Карбонат магния-кальция — неорганическое соединение,
двойная соль кальция, магния и угольной кислоты с формулой CaMg(CO3)2,
бесцветные (белые) кристаллы,
не растворяется в воде.

## Получение
- В природе встречается минерал доломит — CaMg(CO3)2 с примесями железа и марганца [1].

## Физические свойства
Карбонат магния-кальция образует бесцветные (белые) кристаллы
тригональной сингонии,
пространственная группа R 3,
параметры ячейки a = 0,49216 нм, c = 1,6207 нм, Z = 4.
Не растворяется в воде.

## Химические свойства
- Ступенчато разлагается при нагревании:

{\displaystyle {\mathsf {CaMg(CO_{3})_{2}\ {\xrightarrow {720-760^{o}C}}\ CaCO_{3}+MgO+CO_{2}\uparrow }}}
{\displaystyle {\mathsf {CaCO_{3}\ {\xrightarrow {895-910^{o}C}}\ CaO+CO_{2}\uparrow }}}

## Применение
- В черной металлургии используется в качестве флюса и огнеупорного материала.
- Доломитовый щебень используется в строительной сфере, как заполнитель тяжелых железобетонных конструкций, в производстве дорожных покрытий и в качестве подушки-основы под асфальт или брусчатку, для придания балласта ЖД путям.
- Доломитовая крошка применяется в самых различных сферах:
  - в стекольном производстве для придания стеклу предельной термостойкости;
  - в качестве наполнителя для сухих смесей и фактурной штукатурки;
  - в полиграфической индустрии;
  - для изготовления кровельных материалов;
  - как минеральный раскислитель почвы при выращивание сельскохозяйственных культур, комнатных растений;